# Московская епархия (РПСЦ)
Моско́вская епа́рхия — епархия Русской православной старообрядческой церкви на территории города Москвы, Московской, Рязанской, Калужской, Белгородской, Воронежской, Тамбовской, Тульской, Калининградской областей, Крыма, Австралии, Уганды и Пакистана. Епархия находится в непосредственном подчинении митрополита Московского и всея Руси, предстоятеля Русской православной старообрядческой церкви.

## История
В 1832 году на соборе старообрядцев-поповцев в Москве было решено отправить делегацию для поиска епископа.
Таким архиереем стал Босно-Сараевский митрополит греческого происхождения Амвросий (Папагеоргопулос), который рукоположил двух епископов: Кирилла (Тимофеева) во епископа Майносского и Аркадия (Дорофеева) во епископа Славского. 4 января 1849 года, после удаления митрополита Амвросия в ссылку, соборным решением епископ Кирилл (Тимофеев) был избран митрополитом Белокриницким.
3 февраля 1853 года митрополит Кирилл (Тимофеев) рукоположил во епископа Владимирского священноинока Антония (Шутова).
На Московскую же кафедру никто официально хиротонисан не был и она оставалась в управлении митрополита Белокриницкого Кирила.
Но в начале 1860 года в Москве архиепископ Антоний (Шутов) стал именоваться архиепископом Московским и Всея России.
Это стремление Антония к преобладанию над другими старообрядческими епископами вызвало сильное неудовольствие в среде старообрядцев. В конце 1861 года из Австрии в Москву прибыл Онуфрий (Парусов) наместник Белокриницкого митрополита Кирила, имея поручение окормлять русских старообрядцев, приемлющих священство белокриницкой иерархии. В частности, наместник Белокриницкой митрополии прибыл для поиска путей решения недоразумений, возникших между епископом Казанским Пафнутием (Шикиным), епископом Коломенским Пафнутием (Овчинниковым) с одной стороны, и архиепископом Антонием (Шутовым) — с другой.
Более года Онуфрий (Парусов) управлял иерархическими делами в России, затем уезжал в Белую Криницу и снова возвратился в Россию. Здесь при его ближайшем участии было издано известное «Окружное послание», одним из главных инициаторов и сторонников которого он являлся. С автором «Окружного послания», Иларионом Кабановым его связывала ещё и личная дружба. Но он не смог восстановить репутации Белокриницких архиереев в глазах поповщинского старообрядческого общества. Епископ Антоний (Шутов), хотя и считался главою окружнической партии, но не совсем разделял выраженных в «Окружном послании» мнений, и был готов отказаться от «Окружного послания», делая многократные попытки приобрести этой ценою мир с противоокружниками. Это было причиной продолжительной борьбы Антония с епископом Казанским Пафнутием, представителем партии окружников, который в длинных записках подробно исчислял заблуждения и проступки Антония (Шутова).

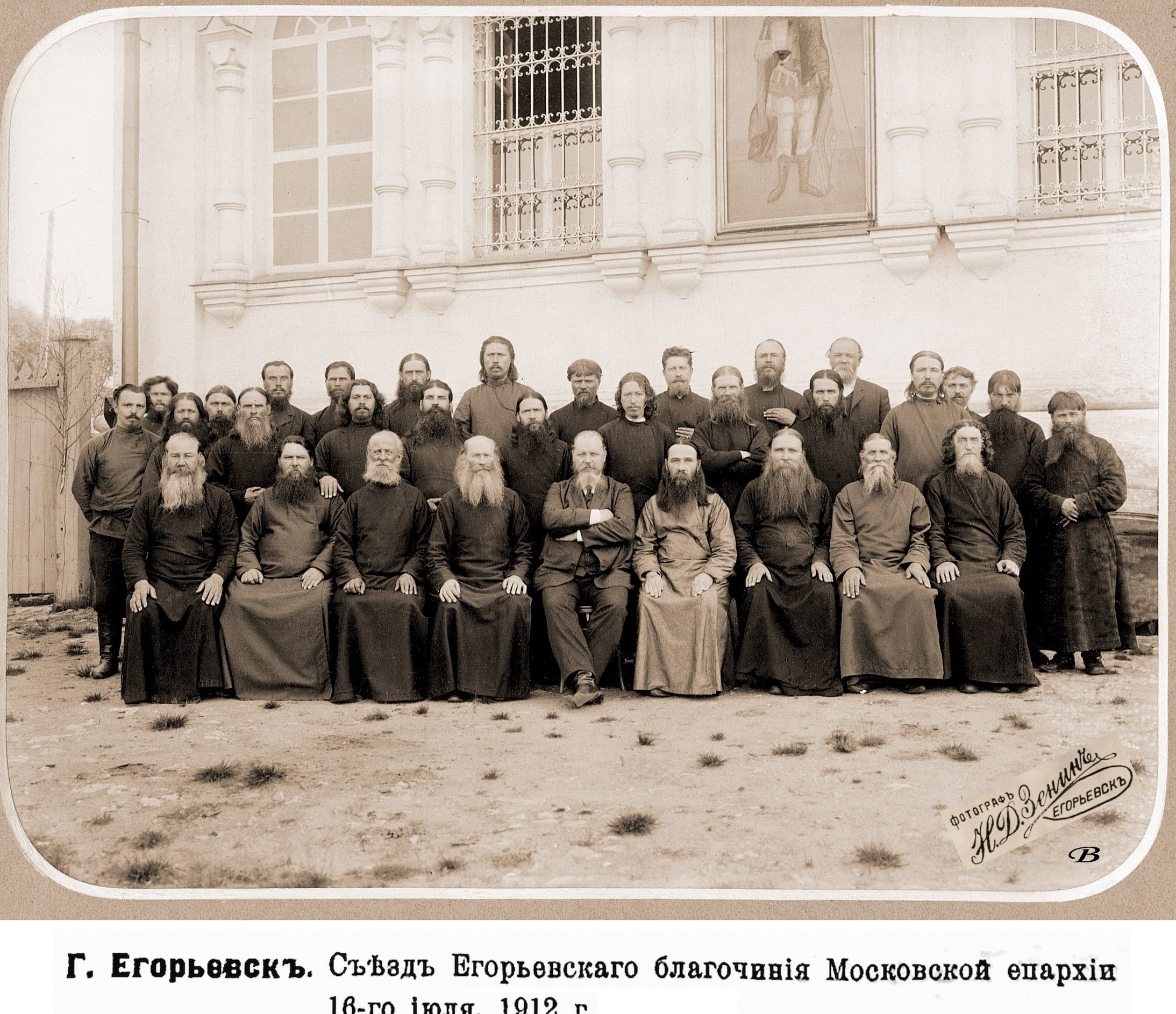
Съезд Егорьевского благочиния Московской Епархии. 1912 год

В 1863 году собор российских старообрядческих епископов Белокриницкого поставления, без согласия митрополита Белокриницкого Кирилла, договорился избрать на святительский престол Москвы архиепископа Антония (Шутова).
Это стало признанием того, что он является главой всех древлеправославных христиан Белокриницкой иерархии в России.
В 1915 году в Москву прибыл бежавший от австрийцев митрополит Белокриницкий Макарий (Лобов). После смерти архиепископа Московского Иоанна (Картушина) в том же году на Освященном соборе, обсуждавшем кандидатуру нового предстоятеля, был поднят вопрос о том, чтобы Белокриницкий митрополит остался в Москве и возглавил старообрядцев России. Митрополит Макарий отказался.
Решением Освященного Собора от 20-22 октября 1999 года, установившего границы епархий РПЦС, территория Московской епархии была утверждена в границах: Москвы, Московской, Владимирской, Нижегородской, Рязанской, Тульской, Липецкой, Воронежской, Тамбовской, Саратовской, Пензенской, Самарской, Калужской, Орловской, Курской, Белгородской областей России.
Решением Освященного Собора 18-22 октября 2005 года была создана Нижегородская и Владимирская епархия, к которой отошли Нижегородская и Владимирская области.
Решением Освященного Собора 15-17 октября 2008 года Калининградская область была передана из Санкт-Петербургской епархии в Московскую.